# Grand Champion (videogioco)
Grand Champion (グランドチャンピオン?, Gurando Chanpion) è un videogioco arcade di genere simulatore di guida, sviluppato e pubblicato dalla Taito nel 1981.
È incluso esclusivamente nella raccolta per PlayStation 2 Taito Memories II Jōkan, uscita nel 2007 solo in Giappone.

## Modalità di gioco
Il gameplay è simile a quello della serie Speed Race, sempre di Taito. Il giocatore pilota la propria auto usando il volante, la leva del cambio e il pedale dell'acceleratore. L'obiettivo è passare al tracciato successivo tagliando il traguardo al sesto posto e oltre. Arrivando al settimo posto o più in basso, o nel caso scadesse il tempo a disposizione, la partita finisce.
Insolitamente per un titolo del suo periodo, Grand Champion include il concetto di pit stop. Il giocatore durante la corsa, se fa in modo di danneggiare la vettura al contatto con un'altra, sarà costretto obbligatoriamente a ripararla andando in un'area pit che appare sulla sinistra del percorso. Tale area appare solo su una strada piana e dritta (se si trova su una strada tortuosa o in un tunnel, non apparirà finché non si attraversa il tratto), quindi a seconda di dove si schianta, il giocatore potrebbe perdere una grande quantità di punti.
Infine, il premio dato in punti raggiungendo il traguardo in una gara è di 2000 per il primo posto, 1000 per il secondo e 500 per il terzo.

## Accoglienza
In Giappone, la rivista Game Machine elencò Grand Champion nel numero del 1º giugno 1983 come la quarta unità arcade di maggior successo del mese.